# 松井秀喜 ワールドチャンピオンへの道
松井秀喜 ワールドチャンピオンへの道（まついひでき ワールドチャンピオンへのみち）は、2003年から、ニッポン放送で放送していたラジオ番組。
番組はメジャーリーグベースボール（MLB）・ニューヨーク・ヤンキース（2003年 -2009年）ロサンゼルス・エンゼルス・オブ・アナハイム（2010年）オークランド・アスレチックス（2011年）に在籍するプロ野球選手・松井秀喜選手のMLBでの活躍ぶりを松井自身の解説を交えて振り返っていく番組であった。
オープニングのタイトルコールは松井の電話から収録した音声とBGMで始まるのが特徴。

## 番組の遍歴
この番組は、松井選手がヤンキースに入団した2003年度のシーズンから始まっており、2003年度はヤンキース関連の実況・取材をする師岡正雄アナウンサーが出演した「ショウアップナイターストライク!」土曜日版、2004年度は「板東英二のバンバンストライク」で、「松井秀喜 挑戦への道（ - ちょうせん - ）」と題して放送していた。2005年度は「松本ひでおのショウアップナイターストライク!」（月曜日19:40ごろ）での放送となった。
2006年度は、ナイターシーズン中は「石井一久のプロ野球バンザイ」、ナイターオフは「松本ひでおのショウアップナイターネクスト」にそれぞれ内包して放送されている。
2007年度と2008年度のナイターシーズン中は松本ひでおと長谷川滋利のやっぱり、野球は面白い!、2007年度のナイターオフは2006年度のオフ同様「松本ひでおのショウアップナイターネクスト」にそれぞれ内包して放送されている。
2009年度のナイターシーズン中は「ジョニー黒木のショウアップナイターマンデースペシャル」、ナイターオフは「ショウアップナイターバッテリー」に内包して放送されている。この年、ヤンキースはワールドシリーズを制しワールドチャンピオンとなり、松井自身もシリーズMVPを獲得。文字通り「ワールドチャンピオンへの道」を達成した。
松井は2009年シーズン終了後、エンゼルスに移籍。これにより2010年4月よりタイトルを『松井秀喜2010新たなる頂点へ』に変えて放送。ナイターオフでは2010年度の「広瀬香美 ラジオdeフォロ〜ミ〜」、2011年度は「松本ひでお 情報発見 ココだけ」にそれぞれ内包していた。
松井はスケジュールの都合で出演しない日もあり、その場合はAKI猪瀬が松井を中心としたメジャーリーグ情報を伝えた。
しかし2012年に松井がチーム無所属の状態に入ったため、番組もひとまずの休止に入った（シーズン開始後にタンパベイ・レイズに入団したが、番組再開はせず）。

## 関連番組
- コマツ・メジャーショウアップ
- Wanted!!

火曜日に松井関連の情報を伝えるコーナーがあったが、担当DJの降板と松井の引退が重なったことにより終了した。